# Killeshin

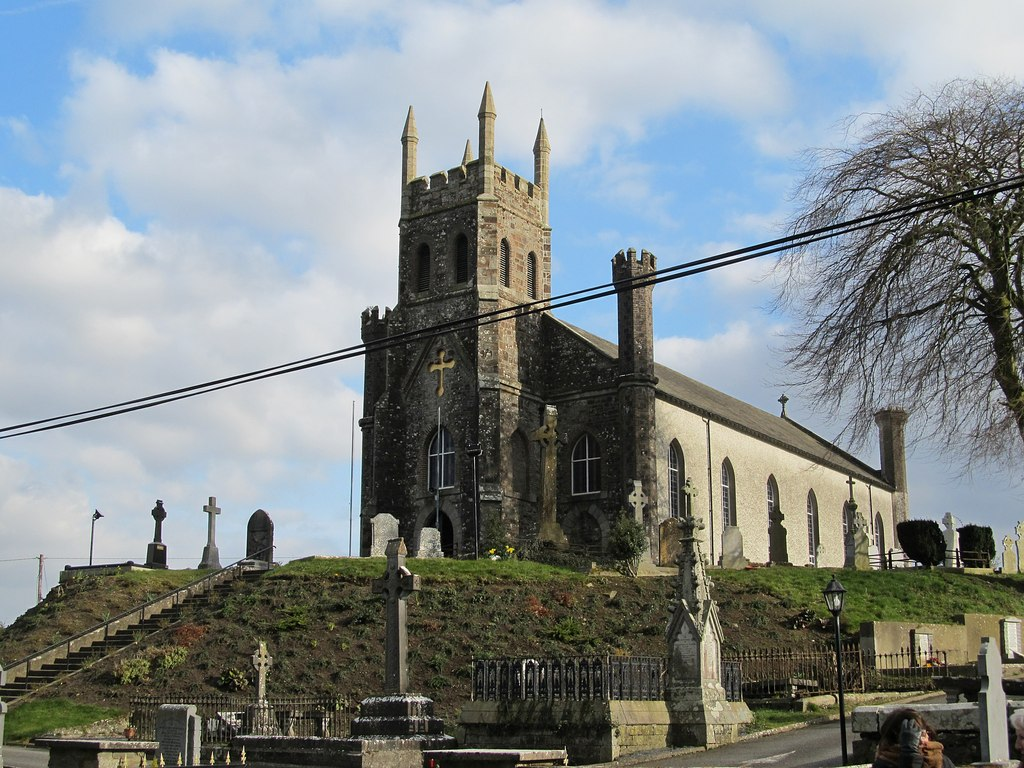
Iglesia de la Santa Cruz de Killeshin.

Killeshin es un pequeño pueblo situado en el condado de Laois, provincia de Leinster, Irlanda, que se encuentra a una distancia de 5 Kilómetros de Carlow.
Este pequeño pueblo rural que se encuentra en el valle del Río Barrow contando con una población de alrededor de 1300 habitantes.
Prácticamente la mayor parte de su población es de religión católica, aunque podemos encontrar minorías de protestantes y musulmanes, entre otras, además de que también hay un sector de personas ateas y agnósticas.
Sus principales actividades económicas son el sector servicios y el primario, en especial la ganadería.